# Ставролітові поклади в Дніпропетровській області
Дніпропетровська область має значні перспективні ресурси й промислові запаси ставролітвмісних порід. За своїм генезисом це третинні комплексні розсипи Малишевського родовища.
При розробці Малишевського родовища, що є комплексним розсипним (ільменіт, рутил, циркон, ставроліт, дистен, силіманіт і ін.), здійснюється видобуток ставролітового концентрату. Запаси ставроліту (А+В+С1) 2 027 тис. т на 01.01.98 р.. Добуваємий ставролітовий концентрат характеризується:  Al2O3+TiO2 > 45,6%, SiO2 > 29,0%, вологість < 0,5%, розмір зерен <0,4 мм.
Вміст ставроліту в піску складає 0,739%. Ставролітовий концентрат, який одержують під час переробки комплексних руд (пісок сарматського віку) відповідає вимогам ТУ  48-4-303-74. В 1997 році добуто 11 тис. т ставролітового концентрату з вмістом ставроліту 77%. Розробляється Малишевське родовище Вільногірським державним гірничо-металургійним комбінатом ДГМК Міністерства промисловості України. 
Резервом для розширення сировинної бази ставроліту в області є ставролітвміщаючі породи Криворіжжя.